# Вилхелм I фон Рехберг
Вилхелм I фон Рехберг „Дългия“ (на немски: Wilhelm I „der Lange“ von Rechberg; † 1502/1503, Шердинг) от благородническия швабски род Рехберг, е господар на Рехберг, хауптман на град Аугсбург (1462), баварски фогт на Таненбург (1480 – 1484), пфлегер на Вендинг и Хайденхайм (1493 – 1495).

## Произход
Той е син на ерцхерцогския съветник и крадлив рицар Ханс фон Рехберг († 1474) и втората му съпруга Елизабет фон Верденберг-Зарганс († 23 август 1469), дъщеря на граф Хайнрих VII фон Верденберг-Зарганс-Зоненберг († сл. 1447) и Агнес фон Матч († сл. 1464).
Брат му Албрехт фон Рехберг († 26 юли 1502, Елванген) е пропст в Елванген (1461 – 1502), домхер в Аугсбург (1463 – 65), вюртембергски съветник (1469). Полубрат му Хайнрих фон Рехберг-Шварценберг († 21 март 1503) е господар на Шварценберг (1460), пфлегер на Вайсенщайн (1473).
Вилхелм I фон Рехберг е убит в битка през 1502/1503 г. близо до Шердинг в Горна Австрия.

## Фамилия
Вилхелм I фон Рехберг се жени на 30 май 1471 г. за Доротея фон Раминген († сл. 1511), дъщеря на Паул фон Раминген и Катарина фон Гумпенберг. Те имат 15 деца:
- Ханс († сл. 1501), тевтонски рицар
- Катарина († сл. 1547), омъжена за Бертхолд фон Вестерщетен († сл. 1534)
- Агнес, омъжена за Антон фон Емерсхофен († 27 август 1528, Мюнхен)
- Елизабет, омъжена за Лудвиг фон Хелмсдорф († сл. 1497)
- Доротея, монахиня в Готесцел
- Анна, омъжена I. за Вайт фон Шепах († пр. 28 август 1529), II. за Йохан фон Хюрнхайм
- Георг/Йорг II († март 1554, Ферингенщат, погребан в градката църква „Св. Николай“, Ферингенщат), женен пр. 29 април 1534 г. за Катарина Хелд фон Айнинг († сл. 1535), вдовица на Хайнрих Гайсбергер
- Кристоф
- Файт
- Файт
- Албрехт
- Вилхелм († 8 юли 1536, погребан в Марктбрайт), женен за Маргарета фон Зайнсхайм († 3 март 1538, погребана в Марктбрайт), вдовица на Фридрих фон Рехберг († 1507), дъщеря на Фридрих фон Зайнсхайм и Маргарета фон Балдерсхайм
- Якоб († 16 февруари 1527), каноник в Елванген (1517 – 1527), домхер в Аугсбург 1519, пропст на Визенщайг 1525
- Хиеронимус († сл. 1538), fl. 1519 – 38
- Паул († 27 декември 1522), каноник в Елванген 1508